# Перес Гілтон
Маріо Армандо Лавандейра-молодший  (народився 23 березня 1978 р.),  відомий як Перез Хілтон — американський блогер, оглядач і актер. Його блог, PerezHilton.com (колишній PageSixSixSix.com),  відомий постами про плітки щодо знаменитостей. Він також відомий тим, що публікує таблоїдні фотографії, над якими він додав власні титри або "каракулі". Його блог став знаменитим завдяки поширенню відомостей про нібито закритих знаменитостей, і це мало сенс у збільшенні охоплення знаменитостей у всіх формах засобів масової інформації. 

## Раннє життя
Хілтон народився в Маямі, штат Флорида, у сім`ї кубинців.  Він був вихований у Малій Гавані та Вестчестері, штат Флорида, а пізніше навчався у школі підготовки єзуїтів Белен, католицької школи для хлопчиків у Маямі.  Хілтон закінчив навчання у 1996 році, і став актором, прагнучи отримати стипендію в Нью-Йоркському університеті. 

## PerezHilton.com

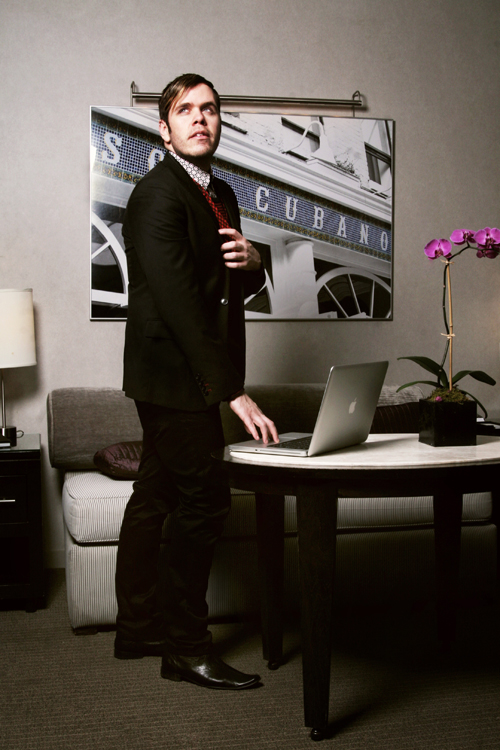
Офіційна рекламна фотографія, яка використовувалася на PerezHilton.com, 2009

Після закінчення Нью-Йоркського університету в 2000 році та перед початком кар'єри в блогах, Хілтон спробував зробити кар'єру актора.  Він також недовго працював помічником зі зв'язків у ЗМІ для організації з прав ЛГБТ GLAAD, був незалежним письменником для гей-публікацій, працював в якості адміністратора на Нью-Йоркському гей-клубі Urban Outings, і на короткий час був головним редактором журналу Instinct про чоловіків-геїв.  Він каже, що почав вести блог "тому, що це здавалося легким".  
Точка зору Хілтона у плітках про знаменитостей включає в себе непримиренне бажання приєднатися і бути частиною культури знаменитостей. Він часто коментував знамениті шоу, клуби і приватні заходи, які він відвідував, і розміщував фотографії себе зі знаменитостями, про які він писав у категорії "Особисто Перез" свого блогу. Хоча Хілтон прихильний до деяких знаменитостей, таких як Lady Gaga і Софія Буш, він також веде "вендету" проти певних зірок, таких як зірка Disney Channel Ванесса Енн Хадженс і Gossip Girl підліткової актриси Тейлор Момсен. Підлітковий феномен Майлі Сайрус оприлюднила своє особисте несхвалення Хілтон через Twitter, на що він відповів.   Деякі припустили, що близькість Хілтона до знаменитостей, про яких він пише, призвела до упередженого висвітлення у своєму блозі. Він претендує на дружбу з Періз Хілтон, джерелом його псевдонімів і частою темою його постів. Було відзначено, наприклад, що він рідко повідомляє про історії або чутки, що висвітлюють Періз Хілтон з негативного або невтішного боку,  і що, на відміну від більшості блогів про плітки, він часто визнає і хвалить її позитивні досягнення. 
Крім того, відомо, що Хілтон виступає публічно проти дискримінаційної поведінки знаменитостей та інших громадських діячів. Він закликав до звільнення Ісаї Вашингтона з телеканалу ABC Grey's Anatomy за висловлення гомофобних зауважень і закликав своїх читачів зробити те ж саме.  На початку 2007 року Хілтон був підданий критиці з боку The Hollywood Gossip blog за ігнорування расистських і гомофобних зауважень, зроблених Періз Хілтон. 
Хілтон часто рекламує своїх улюблених музикантів, публікуючи потоки своїх пісень під категорією "Слухайте це" свого блогу.  Лондонський співак Міка (2007), який став популярним у Північній Америці, частково завдячує цьому підтримкою Хілтона.   Хілтон і Міка також заявляють, що є друзями.  

### Успіх у блогах
Під час інтерв'ю в журналі Cliché (червень/липень 2010 року), Хілтон сказав, що він тільки почав вести блог як хобі. «Як мій сайт відрізняється від PerezHilton.com, більшість блогів були в основному онлайн журнали і щоденники, але це мене ніколи не цікавило. Я хотів поговорити про знаменитостей, бо вони набагато цікавіші".  11 березня 2005 року, протягом перших шести місяців кар'єри блогера Хілтона, PageSixSixSix.com отримала назву "Hollywood's Most-Hated Website" від The Insider, стимулюючи початковий сплеск його популярності, який тимчасово підірвав його сервер.    Хілтон стверджував, що 30 липня 2007 року, здавалося б, «звичайний день», PerezHilton.com мав понад 8,82 мільйони переглядів сторінок за 24 години.  Інші джерела заперечують надійність трафікових претензій Хілтона. 
Поп-співачка Фергі підтвердила, що вона має на увазі Хілтон у своїй пісні Pedestal (2006), в якій вона критикує невстановлену людину за те, що робить негативні зауваження про неї в Інтернеті. 
17 серпня 2007 року, посилаючись на ексклюзивні джерела, Хілтон оголосив про смерть президента Куби Фіделя Кастро і заявив, що він був першим журналістом у світі, який розповів про це.  Хоча Хілтон стверджував, що американські чиновники зроблять оголошення протягом кількох годин, жодного оголошення не було зроблено, і жодні великі ЗМІ не підтвердили смерть Кастро.  Потім Associated Press встановила, що чутки були викликані зустріччю офіційних осіб Маямі, які повинні були обговорити плани міста, коли Кастро вмирає. Чутки були додатково підживлені закриттям доріг у Флориді-Кіс, що було пов'язано з протистоянням поліції.  Кастро з'явився в інтерв'ю на кубинському телебаченні 21 вересня 2007 року, "виглядаючи крихким, але з ясним звучанням", насміхаючись з чуток про його смерть. 
9 вересня 2009 року Перес з'явився на The Tyra Banks Show і визнав передчасну звітність про смерть Кастро як його «одну помилку». 
15 вересня 2008, Terra.com назвав Хілтона "Іспаномовною особою року" на честь Місяця латиноамериканської спадщини. 
У статті у жовтні 2014 року, популярність сайту була трохи знижена, PerezHilton.com оцінили Alexa як 1234-й по відвідуваності сайт світу. 

## Цивільні судові процеси
11 жовтня 2007 року компанія Zomba Label Group подала позов проти Хілтона за порушення авторських прав, стверджуючи, що Хілтон незаконно розмістив записи Britney Spears на PerezHilton.com. Нелегальні записи включають принаймні 10 завершених пісень, а незакінчені записи просочилися протягом трьох місяців. У позові просять реальні і каральні збитки в невизначеному розмірі, а також судові витрати. Спірс не є учасником позову.  У березні 2008 року Хілтон оголосив у своєму блозі, що більше не буде блогу про художників, які підписалися на Sony BMG (який на той час володів Zomba). Проте, коли в листопаді цього року судовий процес був врегульований, Хілтон закінчив свій бойкот і відновив регулярні блоги про виконавців Sony BMG. 
11 жовтня 2007 року Хілтон був звинувачений у судовому позові про наклеп, поданий проти нього діджеєм Самантою Ронсон, після посту на PerezHilton.com про те, що вона підкинула кокаїн у автомобіль друга Ліндсі Лохан і фотографувала Лохан під впливом алкоголю і наркотиків. Доповідь Хілтона була повторенням пліток, спочатку розміщених на CelebrityBabylon.com. Суддю повідомили в суді, що позивач вже вирішив справу з Ронсон.  23 січня 2008 року Перезу Хілтону було присуджено 85 000 доларів США штрафу вищим суддею Еліху Берле в цьому позові, поданому Ронсон. 
Хілтон отримував позови через використання відеоматеріалів знаменитостей у своєму блозі. Він був названий відповідачем у судовому позові, поданому адвокатами ірландського актора Коліна Фаррелла 18 липня 2005 року, після розміщення посилання на секс-фото Фаррелла з тодішньою дівчиною Ніколь Нарайн на своєму сайті  і 20 лютого 2007 позов, поданий проти нього компанією Universal City Studios Productions LLP за розміщення топлес-зображення актриси Дженніфер Еністон, яка нібито "незаконно скопійована" з невипущеного кадру з її фільму "Розпад". 
Блогери, журналісти, інформаційні агентства та фотографи також звинувачують Хілтона в тому, що розміщує фотографії з папарацці та інші матеріали, захищені авторським правом, з їхніх сайтів.  30 листопада 2006 року фотоагентство X17Online подало позов проти Хілтона у федеральному суді, вимагаючи понад 7,5 мільйонів доларів відшкодувань за порушення авторських прав.  Співвласник X17 Робін Наварра повідомив Los Angeles Times, що продажна вартість їхніх фотографій була значно зменшена, оскільки фотографії з'явилися на PerezHilton.com, перш ніж вони могли бути опубліковані в журналах, для яких важлива ексклюзивність.
Хілтон захищає своє використання цього матеріалу, стверджуючи, що він підпадає під виключення щодо справедливого використання закону про авторське право, тобто, за даними Los Angeles Times, фотографії змінені "для досягнення сатиричного або гумористичного кінця".  9 березня 2007 року суддя постановив, що Хілтон може продовжувати працювати на своєму вебсайті, поки судовий процес залишається в суді.  23 квітня 2007 року консорціум з п'яти агентств знаменитостей подав спільний позов на Хілтона у федеральному окружному суді штату Каліфорнія, стверджуючи, що на понад 7 мільйонів доларів завдано шкоди у 25 випадках порушення авторських прав.  Днями пізніше, 26 квітня 2007 року, після прибуття до Сіднея, Австралія, для участі в MTV Australia Video Music Awards, Хілтон отримав позов від фото-агентства PhotoNews, що стверджують, що 4 200 канадських доларів збитків отримали за нібито несанкціоноване використання одних авторських фото папараці Джона Меєра і Джессіки Сімпсон. 
У червні 2007 року служба хостингу Хілтона вилучила його сайт під загрозою відповідальності у вищезазначених випадках. Наварра назвав це "першою перемогою, і ми доклали багато зусиль, щоб це зробити". Він додав: "Це величезний прецедент. Коли ми розмовляли з «Важливою парадигмою», вони говорили, що не несуть відповідальності. Ми повинні були погрожувати і показати їм, що вони несуть відповідальність. Його новим господарем є Blogads, і ми вже з ними зв'язуємося". 
26 червня 2007 року Хілтон опублікував відкрите звернення у своєму блозі всім фотографам X17, як минулим, так і сьогоденним, щоб зв'язатися з ним, якщо вони не отримали належну компенсацію за понаднормові роботи або фотографії, подані в минулому.  Хілтон не користувався фотографіями X17 на своєму вебсайті. У серпні 2009 року судовий позов X17 проти Хілтона був вирішений поза судом. Умови договору не розголошувалися. 

## Аутинг знаменитостей
У своєму блозі Хілтон відкрито говорить про свою гомосексуальність і про своє бажання аутингу тих, хто стверджує, що він замкнувся на гей знаменитостях. Коли колишній член N Sync Lance Bass оголосив камінг-аут 26 липня 2006, Хілтон критикував це. "Це псує мене, коли я роблю щось погано", сказав Хілтон Access Hollywood. - Я не думаю, що це погано. Якщо ви знаєте щось таке, чому б не повідомити про це? Чому це все ще табу?".  2 листопада 2006 року інша знаменитість, яку часто запитував Хілтон про його статеву орієнтацію, актор Ніл Патрік Харріс, розказав, що він гей. 
Деякі колеги-блогери пліток заперечили його підхід. Трент Ванегас (Trent Vanegas), який керує новим блогом Pink Is, розповів Salon.com: «Я не називаю людей геями. Я не відчуваю, що це моє покликання, або когось іншого, щоб змусити людей вийти з шафи. Бути вражаючо боляче привертати увагу не до мого стилю». Девід Хаузлайб з блогу пліток Jossip.com заявив: «Обґрунтування того, що він робить це на благо геївської спільноти, рівнозначно тому, що є гей-програма. Чи є це позитивним для гей-спільноти? Я б сказав: «Ні». Автор, сценарист і колишній друг Япхі Грант також поставив під сумнів його мотиви, пишучи на Salon.com, «Розповсюдження пліток - це тільки ваша різноманітність аморальності. Стверджуючи, що ви робите це для подальшого розвитку громадянських свобод, це відверта фіктивність". 
На питання про те, що повідомлення про сексуальну орієнтацію знаменитостей збільшують гомофобію,  Хілтон зазначив, що він не вірить в це.  Він сказав, що виходити в Голлівуді не обов'язково є поганою річчю, посилаючись на приклади Еллен ДеДженерес і Розі О'Доннелл : "Я знаю, що існують певні суперечки про визнання людей, але я також вважаю, що єдиний спосіб змінити це видимість. І якщо мені доведеться тягнути за вуха деяких людей, то я це зроблю. Я думаю, що багато знаменитостей мають архаїчний страх, що гейство буде шкодити їхній кар'єрі, але подивитися на Розі. Подивіться на Еллен". 
Деякі відомі захисники прав геїв не згодні. Представник GLAAD Damon Romine сказав Salon.com: "Спекуляції ЗМІ про орієнтацію знаменитості - це не те, що ми підтримуємо. Такі плітки можуть призвести до того, що деякі люди прийдуть до рішення вийти, як ми бачили останнім часом, або ж може повернути інших в шафу. Люди стають більш обережними і таємними, а не менше, тому що вони не хочуть створювати будь-яких можливостей [для кого-небудь]. Актор Брюс Віланч сказав: "Якій меті вони служать? Ці [люди, як Перез] - професійні гомосексуали. Вони гей-люди для життя. Вони повинні поважати права гомосексуалів, які не є професіоналами». 
У статті під назвою «Наскільки небезпечним є Перез Хілтон?», AfterElton.com висловив думку, що дії Хілтона ставлять під загрозу кар'єру людей, оскільки анти-гей упередження все ще залишається важливою частиною американської культури. Він продовжував: «Як гомосексуал, так і журналіст, я сумніваюся, що гей-спільнота повинна схвалювати дії Хілтона. Будучи пов'язаним з людиною, яка публікує фотографії трусиків і записує брудні нотатки [...], змушує нас виглядати інфантильними і смішними. " 

## Суперечки

### Міс США 2009
Хілтон виступив суддею для Міс США 2009 конкурсу у Las Vegas 19 квітня 2009. 
Під час запитань і відповідей на участь у конкурсі Хілтон запитав представника Міс Каліфорнія США Керрі Прежін, чи вважає вона, що кожна держава повинна легалізувати одностатеві шлюби. Вона відповіла, що вважає шлюб правильним між чоловіком і жінкою через її виховання. Після конкурсу, Перез Хілтон зробив принизливі коментарі про учасника і повідомив новинам ABC: "Вона втратила мене через це питання. Вона була, безумовно, некомпетентною у цьому»,  змушуючи вважати, що відповідь прямо заважає їй перемогти.  Прежін заявила, що чиновники Міс Каліфорнія США тиснули на неї, щоб вибачитися за свою заяву і "не говорити" про її християнську віру. 
Після конкурсу, Хілтон опублікував відео-блог на своєму сайті, де він назвав Прежін "німою сукою" і сказав, що її відповідь була найгіршою в історії змагань.  Кілька політиків і коментаторів, у тому числі активісти за права геїв, засудили як Хілтона, так і Прежін за те, що вони висловлювали упереджені коментарі. Проте, деякі люди, включаючи декількох активістів з прав геїв, захищали Прежін за здійснення свого права на свободу слова, заявивши, що висловлення своїх поглядів, незалежно від того, наскільки образливими вони можуть бути, не виправдовують використання злочинності проти цієї особи.   

### Інцидент після MMVA 2009 в Торонто
У червні 2009 року Хілтон стверджував у відео-блозі,  що він був атакований менеджером по роботі Black Eyed Peas, Polo Molina, після 2009 MuchMusic Video Awards після вечірки, де головний вокаліст групи, will.i.am, DJ; Хілтон повідомив, що його "накинув" на очі Молін.  Will.i.am також опублікував відеозапис  в якому він стверджував, що звернувся до Хілтона стосовно зневажливих коментарів, зроблених блогером з приводу командира Фергі і останнього випуску групи END. Під час інциденту Хілтон назвав will.i.am "педиком" (Хілтон пізніше зізнався в інтерв'ю з адвокатом, що він спочатку розглядав використання слова "негр") , щоб отримати реакцію з нього, і саме в цей момент Молін нібито напав на Хілтон. Will.i.am стверджував, що нападаюча сторона була фанатом, хоча Моліна був затриманий і з'явився в суді Торонто з приводу події. Пізніше Хілтон подав до суду на Моліну, шукаючи невизначену суму понад 25 000 доларів для покриття медичних витрат і як компенсацію за «приниження, психічні страждання, емоційні та фізичні невдачі», які постраждала Хілтон в результаті нападу. 
GLAAD закликав Хілтона вибачитися за використання анти-гей сутички проти will.i.am під час інциденту, сказавши: "Ми простяглися до Хілтона і попросили його вибачитися [...], і ми попросимо ЗМІ уникати повторення плюралу в їх висвітленні цієї історії".  Спочатку Хілтон відмовився вибачитися, сказавши: "Я засмучений, що ГЛААД вирішив продовжувати переслідувати мене, критикуючи мене за те, що я ненасильно ставився до дуже страшної ситуації, яка, на жаль, стала насильницькою". Проте 25 червня 2009 року Хілтон вибачився, заявивши: "Я не вибачаюся перед ГЛААДом. . . Я прошу вибачення у гей-спільноти, будь-кому, хто постраждав від мого вибору слів, і всім людям, які коли-небудь надсилали мені електронну пошту, щоб подякувати мені за все, що я зробив у боротьбі за права геїв протягом останніх кількох років».  Крім того, він пообіцяв пожертвувати будь-які гроші, виграні в судовому процесі проти Молини, до Фонду Метью Шепарда. У заяві, опублікованій на своєму вебсайті, Джуді Шепард, голова MSF, відхилила цей подарунок, заявивши, що "оскільки судовий позов, ймовірно, пов'язаний з фізичною атакою, викликаною допущенням пана Хілтона у використанні анти-гей пліса, Фонд не зможе прийняти будь-які кошти, отримані таким чином". 
Хілтон отримав незначне співчуття в засобах масової інформації з приводу цього інциденту,    він звернувся до свого відео-блогу.  Джон Меєр висловив зауваження, що висміював Хілтона і інцидент на своїй сторінці в Твіттері, що призвело до того, що між двома з них з'явилися образи.  Gawker розглядав публічне вибачення Хілтона з скептицизмом, вважаючи, що це була просто спроба відновити його "бренд" і можливу спробу запобігти канадській владі від подання проти нього кримінальної справи за використання мови ненависті під час інциденту в Торонто.  

### Смерть Майкла Джексона
25 червня 2009 року, незабаром після того, як Майкл Джексон перейшов до зупинки серця, Хілтон опублікував статтю про хворобу Джексона, стверджуючи, що це рекламний трюк. Оригінальний пост Хілтон показав саркастичні коментарі, такі як "Отримати гроші назад, власники квитків!!!!" і "[Джексон] витягнув аналогічний трюк, коли готувався до свого великого спеціалізу HBO в 95 р., коли прийшов "на репетицію!", у відповідь на нещодавно розпродану турне Джексона до березня 2010 року. Після реалізації смерті Майкла Джексона не було обманом, Хілтон негайно видалив оригінальний пост новин і замінив його більш коротким повідомленням, яке пов'язувалося з історією на сайті розваг новин TMZ, який заявив, що співак фактично пішов на зупинку серця.  Хілтон отримав негативну реакцію на інцидент, заплутавшись у суперечці з Пітером Вентцем про ситуацію. 

### Зображення майбутнього Майлі Сайрус
13 червня 2010 року «Хілтон» опублікував повідомлення у Твіттері, що посилається на знімок спідниці Майлі Сайрус, який нібито показував співачку без трусів. Оскільки Кір був ще неповнолітнім на той час, виникали питання, чи можна порушувати звинувачення щодо дитячої порнографії.  Сайт, з яким він пов'язаний, видалив картину, про яку йде мова. Перез відповів на ці звинувачення, стверджуючи, що суперечка була "фальшивою", і що Сайрус нічого не носив на фотографії під питанням. Хілтон не повторно розмістив фотографію для підтвердження. Замість цього він пов'язував з іншим зображенням Кіра, нібито взятого в той же час, щоб довести, що вона носила нижню білизну. 

### Кампанія проти знущань
У жовтні 2010 року «Хілтон» взяв участь у проекті «It Gets Better Project», заснованому Деном Савиджем, закликаючи знаменитостей підтримувати підлітків-геїв, які були змушені до самогубства через анти-гей знущання.  Це спонукало Клое Кардашяна описати «Хілтон» як її «персонального хулігана», стверджуючи, що, здавалося б, лицемірно висловлювати анти-хуліганське повідомлення на прохання чоловіка, який неодноразово знущався над нею.  13 жовтня 2010 року «Хілтон» опублікував відео на YouTube під назвою «Я буду робити по-іншому», в якому він звертався до своїх дій протягом попередніх років і вибачився за знущання знаменитостей. Хілтон пообіцяв змінити іноді шкідливий тон свого вебсайту, навіть якщо це означало втрати читачів і доходів. Хілтон також оголосив про запуск трьох нових вебсайтів: CoCoPerez.com, який зосереджується на моді, FitPerez.com, який заохочує фізичну підготовку, і TeddyHilton.com, сайт прав тварин. 
Хілтон висловив думку, що з його власного сина, Маріо Армандо Лавандейра III, ймовірно, також знущаються. Хілтон сказав: "З нього, мабуть, будуть знущатися, бо люди можуть говорити мені перед ним, коли ми публічно... Це навіть одна з причин, чому, хоча його звуть Маріо, я називаю його Перез-молодшим. не буде боляче, тому що вони насправді не знають його. Ті люди знають вас як Переза-молодшого, але ви не Перез-молодший, так що не має значення, що вони говорять". 

### Леді Гага
Наприкінці 2011 року закінчилася довга дружба, яку Хілтон провів з Леді Гагою. Початкова причина їхньої ворожнечі ще не підтверджена. У лютому 2013 року Lady Gaga скасувала свій тур через травму стегна, викликану повторними рухами в її шоу. Згідно з твердженнями, зробленими Lady Gaga у Твіттері, Хілтон відповів, надіславши їй фотографію з інвалідним візком зі словом "Карма", а Мадонна - з пістолетом.   У серпні, з виходом нового синглу Lady Gaga, "Applause", Хілтон почав розміщуватися нелегальними посиланнями на Twitter і часто коментує відсутність успіху сингла. 
18 серпня 2013 року користувач Twitter повідомив Gaga, що Хілтон був помічений в житловому будинку Нью-Йорка. Гага попросила послідовника увійти в будівлю і зібрати фотографічні докази, перш ніж стверджувати, що Хілтон переслідує її.  Пізніше того ж дня Хілтон опублікував заяву на своєму сайті, де він заперечив переслідування Леді Гаги. Він стверджував, що він шукав місце для проживання в Нью-Йорку після народження сина, і що йому показали квартиру, не знаючи, що в будівлі жила леді Гага. 

### Аріана Гранде
У лютому 2014 року, після того, як Хілтон критикував зачіски Аріани Гранде, шанувальники Гранде опублікували негативні коментарі до соціальних медіа Хілтона, включаючи загрози його молодому синові. Тоді Хілтон написав твіт Тобі Гранде, її брата Френкі та її роботодавця Нікелодеона з обвинуваченнями, що Гранде бачили, як користувалися кокаїном на вечірці. Гранде спростував заяви. Хілтон вимагав, щоб Гранде висловився проти коментарів її вболівальників. Гранде врешті-решт писав своїм шанувальникам: "... будь ласка, не бажайте нікому негативу".  Як повідомляється, Гранде найняв адвокатів, щоб подати до суду на Хілтона за наклеп. 

## Виступи на телебаченні
У 2001 році Хілтон виступив у третьому епізоді третього сезону The Sopranos, "Fortunate Son". Його персонаж передає доходи від концерту Jewel benefit в Університеті Rutgers, чий квитковий офіс Крістофер Молтісанті і Бенні Фазіо грабують під прицілом. 
У 2004 році 93-кілограмовий Хілтон з'явився як кандидат на «Мадонна Стиль» епізод VH1 реальності втрати ваги шоу Flab To Fab.  У той час Хілтон мав 30% жиру і 100 см талії. Хілтон втратив всього 20 кг протягом трьох місяців і знизився на 33 см навколо талії, ставши 73-кілограмовим і 71 см в талії, і значно знижений рівень жирових відкладень.     
13 липня 2007 року Хілтон оголосив у телевізійному шоу The View, що він зіграє у своєму власному телевізійному шоу на VH1.  Серія з шести одночасових епізодів під назвою What Perez Sez,  передала свою першу частину 11 вересня 2007 року. 
Хілтон з'явився в якості конкурсанта на MTV 's Celebrity Rap Superstar, який дебютував 30 серпня 2007 року. Він був ліквідований на шістому тижні конкурсу голосуванням суддів. 29 вересня 2007 року він організував епізод Best of MADtv з епізодами пародійної поп-культури з попередніх сезонів. Він з'явився в музичних кліпах, таких як "Simple Plan", "Коли я пішов", "Pushycat Dolls", "Hush Hush", "S&M" Ріанни і на відео Латинської музики Анахі і Крістіан Чавес "Лібертад".  Хілтон також з'явилася в реаліті-шоу, таких як Вікторія Бекхем: Coming To America, MTV Cribs, The-N's Queen Bees, Кеті Гріффін: My Life на D-List, Торі Спеллінг THS і Paris New My My BFF. На додаток до реаліті-телебачення, Хілтон як гість знявся сам у шоу, такому як, Privileged. 
Хілтон також є регулярним на телесеріалах TRL, MuchMusic, і Extra, де він з'являється через супутник зі своєї шафової студії, щоб говорити про плітки. 
Він був співорганізатором конкурсу MTV Europe Music Awards 2008 і після того, як Рік Астлі не з'явився, щоб зібрати свою нагороду за кращий акт коли-небудь на MTV Europe Music Awards, Перез Хілтон зібрав нагороду від імені Астлі. 
21 червня 2009 року «Хілтон» виступив ведучим на виставці MuchMusic Video Awards 2009 в Торонто, Онтаріо. 2 грудня 2009 року Хілтон був гостем на телешоу The View. 
У 2010 році Хілтон як гість знявся у епізоді "Wi-Fi в небі" на Victorious.     
Хілтон створив і презентував британський серіал з чотирьох частин, Перез Хілтон Суперфан для ITV2 в грудні 2011 року. 
У виданні 16 січня 2012 року WWE Raw, Хілтон був спеціальним гостем-рефері для команди Divas tag team, між The Bella Twins, Kelly Kelly та Eve, зупиняючи місце перемикання близнюків і перемагаючи. У квітні 2012 року він з'явився на Lifeclass Опри "жити в Нью-Йорку Radio City Music Hall", поряд з Опрою Вінфрі і Діпак Чопра, кажучи про те, як після його «духовного пробудження», він змінив своє минуле знаменитості прочуханом шляху і як він знайшов нову мету.  
У січні 2015 року «Хілтон» взяв участь як учасник будинку на п'ятнадцятому сезоні британської реалістичної серії Celebrity Big Brother. Він став сьомою знаменитістю, яку виселили 4 лютого 2015 року. 
У серпні 2017 року Хілтон був учасником конкурсу «Найгірші кухарі в Америці» 11-го сезону: Celebrity Edition 3. Він виграв конкурс і був коронований "Кращим з найгірших". 

## Живий театр
Хілтон знявся як Денні Таннер/Боб Сагет у Full House! Музичний, офф-бродвейський мюзикл, що працював в театрі 80 у Нью-Йорку з 10 вересня 2015 року по 29 листопада 2015 року. Мюзиклом була сатира на сиккомі Full House, що транслювалася на Американську телерадіокомпанію з 1987 по 1995 рік. 

## Радіо
5 травня 2008 року Хілтон почав прем'єру свого національно-синдикованого радіо-шоу, Radio Perez, яке включало оновлення зі свого блогу. Він також з'явився на шоу Howard Stern на Sirius XM Satellite Radio . 

## Книга
1 вересня 2011 року «Хілтон» опублікував дитячу книгу «Хлопчик з рожевим волоссям». Хілтон описав книгу як розповідь "про кожного малюка, який коли-небудь мав сон, відчував себе виключеним, хотів належати, і сподівався, що одного дня вони зможуть зробити те, що вони люблять і змінити ситуацію".  У вересні 2011 року інтерв'ю з адвокатом, Хілтон визнав, що книга була натхненна його власним дитинством: "Я завжди вважав себе негарним, аутсайдером. Я ніколи не поєднувався з будь-якими групами, тому я просто зробив свою власну справу". 

## Особисте життя
Він переїхав до Манхеттена в 2013 році, заявивши: "Я люблю Нью-Йорк, і саме тут я і моя сім'я, що росте, хочемо зараз подзвонити додому".  Хілтон мав на увазі свою першу дитину, Маріо Армандо Лавандейра III, народився 17 лютого 2013 року, зачатий з донорським яйцем і виношений сурогатною мамою.  Його дочка, Міа Алма Лавандейра, народилася 9 травня 2015 року за допомогою сурогату.  4 жовтня 2017 року він отримав другу дочку, Майте Еймор, також за допомогою сурогату. 
У квітні 2018 року Перез привернув деяку критику свого виховання, коли заявив, що сподівається, що його син Маріо є гетеросексуальним, тому що "було б легше", ніж бути гомосексуалом.  Він стверджував, що він не підпише свого сина для занять танцями, якщо це буде запропоновано, тому що "клас танцю може зробити його дитиною-геєм". 

## Дискографія
Хілтон випустив пісню під назвою "The Clap" (2008), про гонорею, складену і створену Лучіаном Піаном. Музичний кліп пісні з фільму, Another Gay Sequel: Gays Gone Wild! (2008). 
- Хілтон з'являється у відеоролику Ріанни " S&M " (2011) "на повідку, як домашня тварина Ріанни". [108]
- HILTON з'являється в MattyB 's кришки з PSY ' s " Gangnam Style " [109]

## Зовнішні посилання
- Офіційний вебсайт
- Перес Гілтон у соцмережі «Твіттер»
- Perez Hilton на YouTube
- Mario Lavandeira на сайті IMDb (англ.)